# Pilotrichum bifoliatum
Pilotrichum bifoliatum là một loài rêu trong họ Pilotrichaceae. Loài này được Müll. Hal. mô tả khoa học đầu tiên năm 1868.
Danh pháp khoa học của loài này chưa được làm sáng tỏ. 